# Бальестерос, Чести
Чести Бальестерос (англ. Chasty Ballesteros; род. 3 января 1981) — канадская актриса филиппинского происхождения, наиболее известная по ролям в фильмах и сериалах «Тайны Смолвиля», «Сверхъестественное», «Ясновидец», «Убежище», «Американская семейка», «Теория большого взрыва», «Руководство по разврату для девушек», «Бесстыдники», «Мумия» и «Как я встретил вашу маму».

## Биография
Выросшая в Виннипеге в семье среднего класса, Бальестерос после школы переехала в родной Ванкувер, чтобы продолжить карьеру парикмахера, а также попробовать свои силы в киноиндустрии. Она так и не получила высшего образования.
Чести начала свою актёрскую карьеру, когда получила роль в фильме «Встреча с угрозой» режиссёра Нилла Фернли, снятом в 2009 году. Наибольшую же известность ей принесли роли на телевидении.
Она встречалась с гонщиком на горных велосипедах Кёртисом Кином, а в начале 2016 года вышла за него замуж.

## Избранная фильмография
| Год  |   | Русское название                   | Оригинальное название        | Роль                |
| ---- | - | ---------------------------------- | ---------------------------- | ------------------- |
| 2011 | ф | Пункт назначения 5                 | Final Destination 5          | администратор в Спа |
| 2013 | с | Бесстыжие                          | Shameless                    | официантка          |
| 2014 | с | Месть                              | Revenge                      | Кая                 |
| 2015 | с | Американская история ужасов: Отель | American Horror Story: Hotel | молодая женщина     |